# Miednogorskij
Miednogorskij – osiedle typu miejskiego w Rosji, w Karaczajo-Czerkiesji. W 2010 roku liczyło 5960 mieszkańców.